# محمد أمير
محمد أمير (ولد في 27 تشرين الثاني / نوفمبر 1969) هو عداء مالديفي تنافس في سباق 400 متر في دورة الألعاب الأولمبية الصيفية 1992 وفي دورة الألعاب الأولمبية الصيفية 1996.

## روابط خارجية
- محمد أمير على موقع الاتحاد الدولي لألعاب القوى (الإنجليزية)
- محمد أمير على موقع أوليمبيديا (الإنجليزية)